# The Case of Lady Camber (film)
The Case of Lady Camber er en britisk stumfilm fra 1920 af Walter West.

## Medvirkende
- Violet Hopson som Esther Yorke
- Stewart Rome som Harley Napier
- Gregory Scott som Camber
- Mercy Hatton
- C. M. Hallard som Bedford Slufter
- Polly Emery som Peach